# تويوتا مارك إكس
تويوتا مارك إكس (بالإنجليزية: Toyota Mark X)‏ هي إحدى الطرازات المتوسطة التي تنتجها شركة تويوتا للسيارات.
بدأ تقديمها عام 2004م وهي مخصصة لسوق اليابان. تعتبر مارك إكس من الطرازات المتوسطة ويتم تصنيعها باليابان كما يتم بيعها بالصين تحت اسم تويوتا ريز. أتت مراك إكس بعد طراز مارك 2 الذي بدأ إنتاجه عام 1972م وعرفت أيضاً بكراون مارك 2 والتي انتهى إنتاجها عام 2004م. تم التسويق لهذا الطراز باسم مارك إكس وليس مارك 10 حيث أن المقصود بإكس رقم 10 باليونانية.
تم تزويد هذا الطراز بمحركين أحدهما سعته 2.5 ل وقوته 212 حصان والآخر سعته 3.0 ل بقوة 253 حصان وكلاهما (V6) وبحقن مباشر. تم تزويد طرازات الدفع الخلفي بناقل حركة آلي من 6 سرعات قياسياً وطرازات الدفع بالعجلات كلها بناقل حركة آلي من 5 سرعات. على الرغم من امتلاك هذا الطراز لمقصورة فارهة ترجح السيارة لتكون في فئة الصالون الفاخر إلا أنه تم إدراجها تحت الطرازات المتوسطة. تم تعديل بعض الأجزاء الخارجية وبعض الأجزاء الداخلية الطفيفة بداية من طراز 2006.

## معرض صور

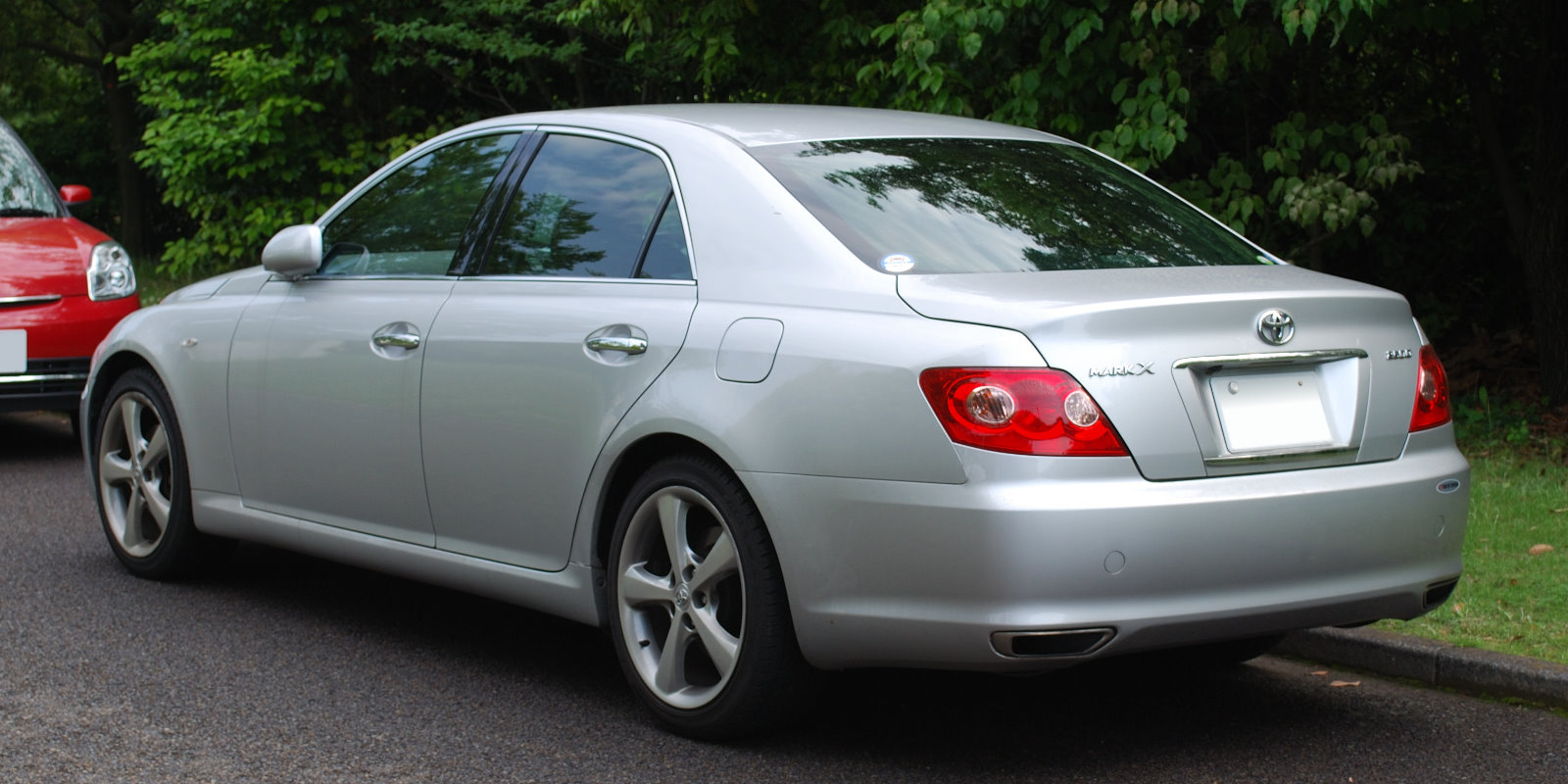
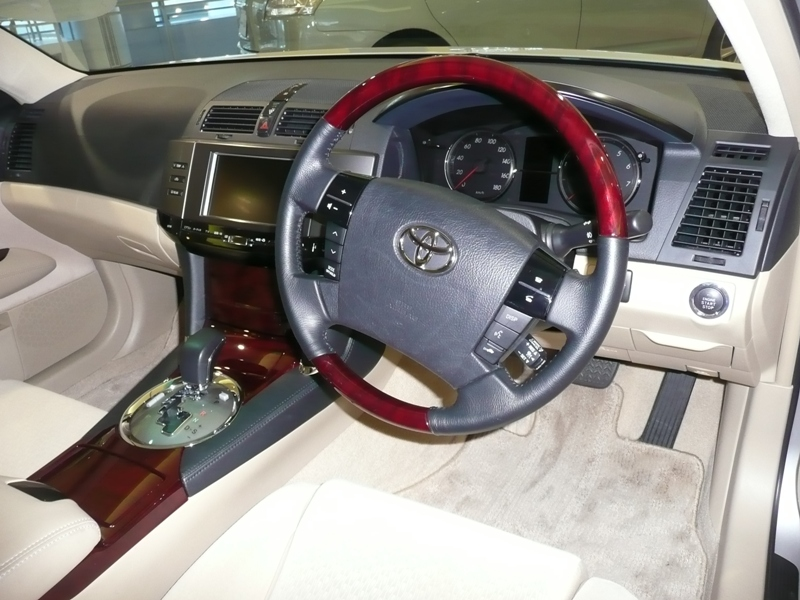
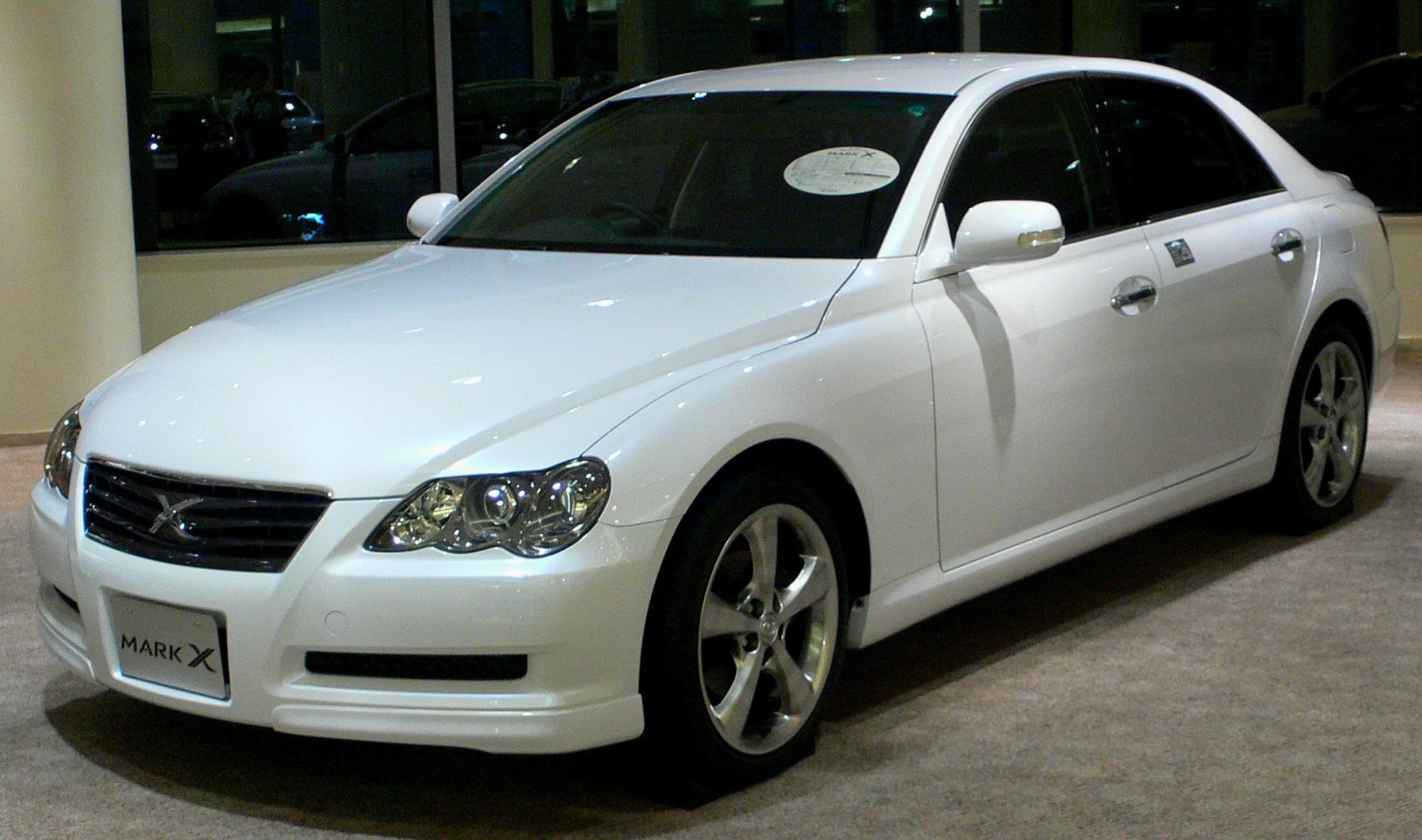
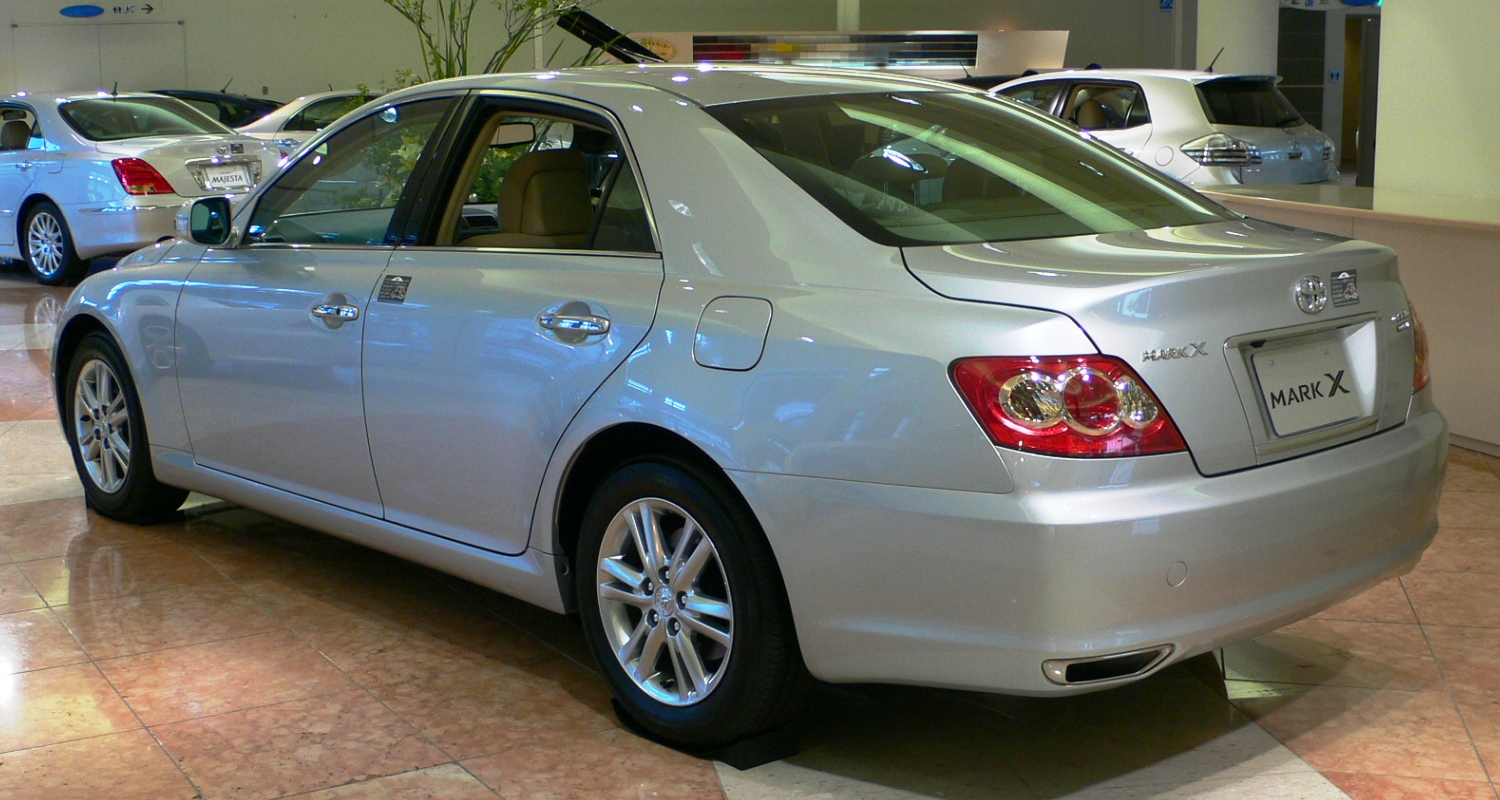